# Israel Reyes
Pour les articles homonymes, voir Reyes.
Israel Reyes, né le 23 mai 2000 à Autlán (en) au Mexique, est un footballeur international mexicain qui évolue au poste de défenseur central au Club América.

## Biographie

### Carrière en club
Né à Autlán (en) au Mexique, Israel Reyes est formé par l'Atlas CF. Il joue son premier match en professionnel le 31 juillet 2019, lors d'une rencontre de coupe du Mexique face au CF Pachuca. Il est titularisé et les deux équipes se neutralisent ce jour-là (1-1).
Prêté au Club Puebla pour une saison en juillet 2020, il rejoint définitivement le club à l'été 2021. Le transfert est annoncé le 14 juin 2021. Le 19 mars 2022, Reyes inscrit son premier but en professionnel, lors d'une rencontre de championnat contre le Club Santos Laguna. Il est titularisé et les deux équipes se neutralisent (2-2).
En janvier 2023, Israel Reyes rejoint le Club América. Le transfert est annoncé dès le 1er décembre 2022, et il signe un contrat courant jusqu'en décembre 2026.
Reyes marque son premier but pour le Club América le 19 mai 2024, lors d'une rencontre de championnat face au CD Guadalajara. Il donne la victoire à son équipe en étant l'unique buteur de la rencontre.

### En sélection
En décembre 2021, Israel Reyes est convoqué pour la première fois avec l'équipe nationale du Mexique par le sélectionneur Gerardo Martino,. Il honore sa première sélection le 9 décembre 2021 contre le Chili. Il entre en jeu à la place de Jordan Silva (en) et les deux équipes se neutralisent ce jour-là (2-2).

## Palmarès

### En sélection
- Mexique
  - Vainqueur de la Gold Cup en 2023